# بيت القلعبي (الحيمة الخارجية)

تعديل مصدري - تعديل

بيت القلعبي هي إحدى قرى عزلة العجز بمديرية الحيمة الخارجية التابعة لمحافظة صنعاء، بلغ تعداد سكانها 487 نسمة حسب تعداد اليمن لعام 2004.